# Stefania Montorsi
Stefania Montorsi (Bari, 12 aprile 1968) è un'attrice e sceneggiatrice italiana.

## Biografia
Nata a Bari, nel quartiere di Carbonara-Santa Rita, ha però vissuto da sempre a Roma; dopo una formazione teatrale, debutta in televisione ed in seguito nel cinema, dove recita, tra l'altro, in Mille bolle blu (1993), regia di Leone Pompucci, Il cielo è sempre più blu (1995), regia di Antonello Grimaldi, e Altri uomini (1997), regia di Claudio Bonivento.
Del 1993 è il film di Daniele Luchetti, Arriva la bufera, che segna l'inizio di un sodalizio artistico e sentimentale, diventando sua moglie. Con Luchetti recita ne I piccoli maestri e in Dillo con parole mie, film nato da un suo soggetto e di cui cura anche la sceneggiatura assieme a Ivan Cotroneo. Nel 2000 recita nella produzione internazionale Nora, con Ewan McGregor e Susan Lynch.
Tra le sue produzioni per il piccolo schermo, ricordiamo i film tv La casa dell'orco, regia di Lamberto Bava, e Cuore in gola, regia di Stefania Casini, entrambi del 1988, la serie tv Classe di ferro (1989), diretta da Bruno Corbucci, e il film tv Mosè (1995), diretto da Roger Young.
Nell'ottobre 2010 esce il suo primo romanzo Amori fuoricorso per l'editore Sonzogno RCS.

## Filmografia

### Cinema
- Arriva la bufera, regia di Daniele Luchetti (1993)
- Mille bolle blu, regia di Leone Pompucci (1993)
- Il cielo è sempre più blu, regia di Antonio Luigi Grimaldi (1995)
- Altri uomini, regia di Claudio Bonivento (1997)
- I piccoli maestri, regia di Daniele Luchetti (1998)
- Nora, regia di Pat Murphy (2000)
- Dillo con parole mie, regia di Daniele Luchetti (2003)
- La nostra vita, regia di Daniele Luchetti (2010)
- L'amore non perdona, regia di Stefano Consiglio (2015)
- La ragazza del mondo, regia di Marco Danieli (2016)

### Televisione
- La casa dell'orco, regia di Lamberto Bava – film TV (1988)
- Cuore in gola, regia di Stefania Casini – film TV (1988)
- Classe di ferro – serie TV (1989)
- Cherchez la femme, regia di Fabrizio Laurenti – film TV (1993)
- Tre passi nel delitto: Villa Maltraversi, regia di Fabrizio Laurenti – film TV (1993)
- Mosè (miniserie televisiva 1995), regia di Roger Young – miniserie TV (1995)
- Nostromo, regia di Alastair Reid – miniserie TV (1996)
- I fantasmi di Portopalo, regia di Alessandro Angelini – miniserie TV (2017)